# 李世乭
李世乭（1983年3月2日—），韓國圍棋九段棋手，成長於韓國全羅南道新安郡飛禽島，所以又被稱為「飛禽島少年」。又因其出道初期於韓國國內戰績顯赫，也被稱為「不敗少年」。韓國圍棋第三代掌門人，和李昌鎬九段並稱「大小李」，和李昌鎬、朴永訓、崔哲瀚並稱韓國「新四大天王」，和中國古力九段並稱「絕代雙驕」。生涯14次世界冠军、18次國際賽冠軍，皆僅次於李昌鎬，高居史上第二。全盛期為2002年-2012年。
李九段早期棋風銳利，擅長大規模的攻殺，中盤號稱「十四段」，但布局較差。後來隨著年紀漸長與技術逐漸成熟，開始轉變為全能棋風，能攻能守，剛柔並濟成為一代棋界巨匠。棋風陰柔鬼魅，時常下出鬼手，戰力強大且計算極為精準，時常開局死一大塊棋，接著利用種種味道牽制對手，甚至死棋復活，棋迷稱為「殭屍流」。同時他也有著高水準的心理質素，世界大賽上常在落後的情況下迎頭趕上逆轉拿下勝局。在2005到2010年期間與中國古力九段有多次交鋒，受到很大关注，兩人戰績基本持平，並列當世雙雄。2016年，代表人類與Google公司的AlphaGoAI軟體大戰五番棋，其中一戰於中場下出AI未能預測到的一手棋「挖」，被古力稱為「神之一手」，導致AlphaGo計算錯誤，最終投降。五番棋最終雖以1：4由AlphaGo勝出，但李世乭勝利的一局仍表示了人類依舊存在擊敗人工智慧的可能。
李九段除了棋力卓越外，對於傳統體制也多所衝撞。因為他拒絕參加升段賽，以三段身份奪取世界冠軍，韓國棋界為此廢除了升段賽，改以戰績定段位，連帶影響中國與日本棋界的跟進。此外，參加中國圍甲聯賽與公積金等爭議，李九段和韓國棋院和韓國棋士會多所齟齬，甚至不惜以休職和退會抗議，後於2019年11月19日向韓國棋院提交辭呈，並與人工智慧程式韓豆進行三番棋對局後正式退役。
職業棋士退役後，李世乭的生涯朝向多方面發展，包括推廣圍棋、研發桌遊等，更於2025年參加韓國著名益智實境節目魔鬼的計謀2，作為選手之一。

## 職業大事記
- 師從韓國權甲龍圍棋道場，1995年入段，1998年二段，1999年三段
- 2000年 韓國倍達王戰冠軍（12月），生涯首冠
- 2001年 LG杯 2-3 被李昌鎬大逆轉（5月）
- 2002年 富士通杯冠軍（8月），世界大賽首冠
- 2003年 LG杯復仇李昌鎬奪冠（3月）直升為六段，韓國最大棋戰KT杯亞軍（4月）升七段，富士通杯冠軍（7月）直升為九段
- 2004年 三星杯冠軍（12月）
- 2005年 豐田杯冠軍（1月）、富士通杯冠軍（7月）
- 2007年 豐田杯冠軍（1月）
- 2008年 三星杯冠軍（1月）、LG杯冠軍（2月）
- 2009年 三星杯冠軍（1月）、「四千年一戰」LG杯 0-2 輸給古力（2月）、6月提出休職
- 2010年 1月復職、BC卡杯冠軍（4月）
- 2011年 BC卡杯 3-2 戰勝古力奪冠（4月）、春蘭杯冠軍（6月）
- 2012年 三星杯 2-1 戰勝古力奪冠（12月），生涯世界大賽14冠，僅次於李昌鎬九段
- 2013年 春蘭杯和三星杯決賽先後失利於陳耀燁、唐韋星，開始下滑
- 2014年 李古十番棋，最終以 6-2 取勝。年獎金破14億韓元，韓國史上第一。
- 2015年 亞洲杯電視快棋賽第4次奪冠，生涯國際賽18冠，僅次於李昌鎬九段
- 2016年 夢百合杯決賽 2-3 敗給柯潔（1月）、人機大戰 1-4 輸給AlphaGo（3月）
- 2018年 韩国JTBC杯奪冠（6月），生涯第50座頭銜。[4]1300勝達成（8月），韓國史上僅次於曹薰鉉、李昌鎬、徐奉洙[5]
- 2019年 辭去職業棋手一職（11月）。

## 國際賽決賽全紀錄
- 2001年 LG杯 2-3 負 李昌鎬
- 2002年 富士通杯 勝 劉昌赫
- 2003年 LG杯 3-1 勝 李昌鎬 / 富士通杯 勝 宋泰坤
- 2004年 三星杯 2-0 勝 王檄
- 2005年 豐田杯 2-1 勝 常昊 / 富士通杯 勝 崔哲瀚 / 中環杯 負 崔哲瀚
- 2007年 豐田杯 2-1 勝 張栩 / 亞洲杯電視快棋賽 勝 陳耀燁
- 2008年 三星杯 2-1 勝 朴永訓 / LG杯 2-1 勝 韓尚勳 / 亞洲杯電視快棋賽 勝 趙漢乘
- 2009年 三星杯 2-0 勝 孔杰 / LG杯 0-2 負 古力 / 亞洲杯電視快棋賽 負 孔杰
- 2010年 BC卡杯 3-0 勝常昊 / 富士通杯 負 孔杰
- 2011年 BC卡杯 3-2 勝古力 / 春蘭杯 2-1 勝 謝赫
- 2012年 三星杯 2-1 勝古力
- 2013年 春蘭杯 1-2 負 陳耀燁 /  三星杯 0-2 負 唐韋星
- 2014年 亞洲杯電視快棋賽 勝 河野臨
- 2015年 亞洲杯電視快棋賽 勝 朴廷桓
- 2016年 夢百合杯 2-3 負 柯潔
- 2017年 亞洲杯電視快棋賽 負 羅玄

## 国内比赛成绩
- GS加德士杯：第7、11屆 冠軍 通算二期
- 天元戰（博卡斯杯）：第5屆冠軍 通算一期
- 新人王戰（BC杯）： 第12屆冠軍 通算一期
- 物價情報杯： 第2屆冠軍 通算一期
- 新銳連勝最強戰： 第1屆冠軍 通算一期
- 麥心杯： 第6、7屆冠軍 通算二期
- SK杯-新銳十傑戰： 第6屆冠軍 通算一期
- KBS棋王賽： 第25屆冠軍 通算一期
- 倍達王戰： 第8屆冠軍 通算一期
- KTF杯： 第1屆冠軍 通算一期
- 2000年：職業比賽32連勝，榮獲韓國最優秀棋士獎

## 国际比赛成绩
| 赛事     | 1997 | 1998 | 1999 | 2000 | 2001 | 2002 | 2003 | 2004 | 2005 | 2006 | 2007 | 2008 | 2009 | 2010 | 2011 | 2012 | 2013 | 2014 | 2015 | 2016 | 2017 | 2018 |
| -------- | ---- | ---- | ---- | ---- | ---- | ---- | ---- | ---- | ---- | ---- | ---- | ---- | ---- | ---- | ---- | ---- | ---- | ---- | ---- | ---- | ---- | ---- |
| 应氏杯   | —    | —    | —    | ×    | —    | —    | —    | 24强 | —    | —    | —    | 4强  | —    | —    | —    | 16强 | —    | —    | —    | 4强  | —    | —    |
| 富士通杯 | ×    | ×    | ×    | ×    | 24强 | 冠军 | 冠军 | 16强 | 冠军 | 殿军 | 16强 | 8强  | 8强  | 亚军 | 8强  | 停办 | 停办 | 停办 | 停办 | 停办 | 停办 | 停办 |
| 三星杯   | ×    | ×    | ×    | 16强 | 8强  | 32强 | 8强  | 冠军 | 8强  | 16强 | 冠军 | 冠军 | ×    | 8强  | 16强 | 冠军 | 亚军 | 8强  | 4强  | 4强  | 16强 | 32强 |
| LG盃     | 24强 | 24强 | ×    | 亚军 | 4强  | 冠军 | 8强  | 8强  | 4强  | 16强 | 冠军 | 亚军 | 32强 | 32强 | 32强 | 16强 | 16强 | 32强 | 32强 | 32强 | 32强 | 32强 |
| 春兰杯   | —    | ×    | ×    | ×    | —    | 24强 | 24强 | —    | —    | 8强  | —    | 16强 | —    | 冠军 | —    | 亚军 | —    | 16强 | —    | ×    | —    | 24强 |
| BC卡杯   | —    | —    | —    | —    | —    | —    | —    | —    | —    | —    | —    | —    | 4强  | 冠军 | 冠军 | 32强 | 停办 | 停办 | 停办 | 停办 | 停办 | 停办 |
| 丰田杯   | —    | —    | —    | —    | —    | 16强 | —    | 冠军 | —    | 冠军 | —    | 8强  | 停办 | 停办 | 停办 | 停办 | 停办 | 停办 | 停办 | 停办 | 停办 | 停办 |
| 中环杯   | —    | —    | —    | —    | —    | —    | —    | ×    | 亚军 | —    | 16强 | 停办 | 停办 | 停办 | 停办 | 停办 | 停办 | 停办 | 停办 | 停办 | 停办 | 停办 |
| 百靈盃   | —    | —    | —    | —    | —    | —    | —    | —    | —    | —    | —    | —    | —    | —    | —    | 32强 | —    | 64强 | —    | ×    | —    | ×    |
| 梦百合杯 | —    | —    | —    | —    | —    | —    | —    | —    | —    | —    | —    | —    | —    | —    | —    | —    | 32强 | —    | 亚军 | —    | 16强 | —    |
| 新奥杯   | —    | —    | —    | —    | —    | —    | —    | —    | —    | —    | —    | —    | —    | —    | —    | —    | —    | —    | —    | 32强 | 停办 | 停办 |
| 天府杯   | —    | —    | —    | —    | —    | —    | —    | —    | —    | —    | —    | —    | —    | —    | —    | —    | —    | —    | —    | —    | —    | ×    |
| 亞洲杯   | ×    | ×    | ×    | ×    | ×    | 4强  | ×    | ×    | ×    | ×    | 冠军 | 冠军 | 亚军 | ×    | ×    | ×    | 1轮  | 冠軍 | 冠軍 | 4强  | 亚军 | ×    |
| 农心杯   | —    | —    | ×    | ×    | ×    | ×    | ×    | ×    | ×    | ×    | ×    | 2:0  | ×    | 2:1  | ×    | ×    | ×    | ×    | 3:1  | 0:1  | ×    | 0:1  |
| CSK杯    | —    | —    | —    | —    | —    | 2:0  | 1:2  | 2:1  | 3:0  | 2:1  | 停办 | 停办 | 停办 | 停办 | 停办 | 停办 | 停办 | 停办 | 停办 | 停办 | 停办 | 停办 |

- 注1：赛事年份以本赛开赛年份计算，赛事以首届冠军产生时间排序，亚洲杯快棋赛、团体赛列后
- 注2：x 表示未参加该届本赛，斜体 表示本赛中未赢一局，— 表示该赛事当年度未新开赛
- 注3：团体赛金色背景表示该届擂台赛由李世乭终结，粗体表示该届冠军为韩国队

中韩围棋擂台赛：
- 2006年第1届，以先锋身份出场，胜朴文尧四段，负陈耀烨五段

农心辛拉面杯三国围棋擂台赛：
- 2008年第10届，以副将身份出场，胜常昊九段、古力九段，结束比赛
- 2010年第12届，以先锋身份出场，胜王檄九段、井山裕太九段，负谢赫七段
- 2015年第17届，以主将身份出场，胜村川大介七段、连笑七段，井山裕太九段，负柯洁九段
- 2016年第18届，以先锋身份出场，负一力辽七段

凤凰巅峰对决
- 2007年第3届，负罗洗河九段
- 2009年第4届，胜古力九段

亚运会
- 2010年广州亚运会围棋男团金牌。

## 中国围甲联赛与休职风波
李世乭加盟了中国围甲俱乐部贵州百灵队，担任主将，与俱乐部签有获胜得奖金十万元人民币，失利分文不取的“性格合同”。他参加中国围甲联赛而不参加韩国围棋联赛，被韩国职业棋士会会议列为李世乭的四项问题之一。李世乭把帮助贵州队夺冠作为他目前的最大目标。李世乭已在围甲联赛中取得主将19连胜。这个纪录前无古人。
2009年4月22日，李世乭向韩国棋院通报不参加韩国围棋联赛。但主办者还是积极地促成了新安郡（李世乭家乡）与棋院签约参加联赛。5月26日，韩国职业棋士会进行了一次会议，声讨李世乭不参加韩国围棋联赛而参加中国围甲联赛，不上交5%的对局费所得，拒绝出让棋谱著作权，拒绝参加颁奖仪式等四项问题。会议以86票赞同37票反对通过李世乭议案，认为“有必要采取措施”。作为回应，李世乭于2009年6月8日，通过哥哥李相勋向韩国棋院提交了“休职申请”，从2009年6月30日起不参加韩国棋院主办的全部比赛，到2011年1月1日恢复。李世乭在2009年的亚洲电视快棋赛上称，这可能是自己最后一次在韩国参加比赛了；最终他在本次比赛中负于孔杰获得亚军。
2009年6月30日李世乭在首尔威斯汀朝鲜酒店举办记者招待会，向韩国棋院、职业比赛主办方和围棋迷道歉。认为中国围棋联赛提供了最好的条件（包括比赛用时规定，主将制等），觉得韩国围棋联赛对排名较高的棋手来说是一个没有意义的棋战。最后表示继续参加中国围棋甲级联赛，“也许我3个月或6个月就会复出，也可能休职比1年半更久。明年广州亚运会有围棋比赛，如果能帮助韩国增加战力，我希望参加。”
2009年7月2日，韩国棋院第87次常务理事会举行。韩国棋院理事长、GS公司总裁许东秀主持，与会的还有副理事长赵健镐以及曹薰铉九段、刘昌赫九段等6名常务理事，监察梁相国、事务总长韩相烈、棋士会会长赵大贤等共11人。会议通过了关于李世乭休职事件的三项决议:
- 理事会接受李世乭九段提出的休职书。
- 理事会对李世乭九段休职深表遗憾。今后，韩国棋院将修改、改善现行规定，并严格执行。今后也请李世乭九段自我克制，尽可能避免类似事情再发生。
- 休职的棋手参加中国围甲联赛是一个困难的问题。(但因)需要慎重考虑到与中国的关系，对于已经签约的棋手，今年特殊允许继续参加。

李世乭休职期间已不能参加韩国国内比赛，但中国围甲联赛他还可以参加。韩国棋院理事会在此表现出大度，这等于是为李世乭本年度参加中国围甲联赛开了绿灯。但韩国棋院也不是没有底线，那就是，“李世乭九段在休职的状态下，2010年不允许继续签约，这是基本原则。如果恢复了棋手之职，则可以继续与中国方面签约、参加中国围甲联赛。”
至此李世乭休职事件暂告一段落。
2010年1月11日，李世乭宣布复出并与韩国棋院签署相关合约。 1月12日，BC信用卡世界围棋公开赛主办方宣布，第2届BC信用卡杯外卡授予李世乭九段。1月16日，休职半年多的李世乭出现在BC卡杯本赛中。

## 2010年復出半年內對局記錄及總結
國際比賽對局
- 2010年1月16日，第2屆BC信用卡杯本賽  執白3目半勝 李柱衡6段，進入32強
- 2010年1月31日，第2屆BC信用卡杯本賽  執白中盤勝  洪性志七段，進入16強
- 2010年2月27日，第2屆BC信用卡杯本賽  執白中盤勝  孔傑九段，進入8強
- 2010年3月19日，第2屆BC信用卡杯本賽  執黑4目半勝  朴永訓九段，進入4強
- 2010年3月27日，第8屆春蘭杯本賽  執黑中盤勝  周俊勳九段，進入16強
- 2010年3月29日，第8屆春蘭杯本賽  執白中盤勝  孫騰宇四段，進入8強
- 2010年4月3日，第2屆BC信用卡杯本賽  執黑4目半勝  金起用五段，進入決賽
- 2010年4月12日，第23屆富士通杯本賽  執黑3目半勝 安齋伸彰六段，進入8強
- 2010年4月14日，第23屆富士通杯本賽  執白中盤勝 古力九段，進入4強
- 2010年4月24日，第2屆BC信用卡杯決賽五番棋第一局  執黑中盤勝 常昊九段，總比分1：0領先
- 2010年4月25日，第2屆BC信用卡杯決賽五番棋第二局  執白中盤勝 常昊九段，總比分2：0領先
- 2010年4月27日，第2屆BC信用卡杯決賽五番棋第三局  執黑中盤勝 常昊九段，總比分3：0獲得冠軍
- 2010年6月7日，第15屆LG杯本賽  執白中盤負 古力九段，止步32強
- 2010年7月3日，第23屆富士通杯本賽  執黑中盤勝 朴文垚五段，進入決賽
- 2010年7月5日，第23屆富士通杯決賽  執黑12目半負 孔傑九段，獲得亞軍

國內比賽對局
- 截至2010年3月22日，在第6屆韓國物價信息杯預選賽中連勝金孝貞二段、朴之勳五段、全瑛圭四段、趙惠連八段、尹峻相七段，打入該項賽事本賽
- 截至2010年4月7日，在名人戰預選賽中連勝盧永廈九段、姜昌培初段、金萬樹七段、尹燦熙二段、朴廷桓七段，打入該項賽事本賽
- 2010年4月17日，第6屆韓國物價信息杯本賽  執黑4目半勝 安亨浚二段
- 2010年4月19日，第29屆韓國KBS杯棋王戰   勝 金炯佑四段
- 2010年5月4日，韓國名人戰本賽  執白8目半負 白洪淅七段，終止了復出以來的正式比賽連勝（24連勝，其中國際比賽和國內比賽均為12連勝）
- 2010年5月7日上午，第6屆韓國物價信息杯本賽  執白中盤負 朴廷桓七段
- 2010年5月7日下午，韓國圍棋聯賽（KB國民銀行杯）  執黑中盤勝 宋泰坤九段
- 2010年5月19日，第6屆韓國物價信息杯本賽  執白中盤勝 金志錫七段
- 2010年5月20日，韓國圍棋聯賽（KB國民銀行杯）  執黑中盤勝 李熙星八段
- 2010年6月1日，韓國名人戰本賽  執黑中盤勝 金升宰三段
- 2010年6月4日，韓國圍棋聯賽（KB國民銀行杯）  執黑中盤勝 安成浚八段
- 2010年6月18日，韓國圍棋聯賽（KB國民銀行杯）  執黑1目半勝 姜東潤九段
- 2010年6月24日，韓國名人戰本賽  執白中盤勝 安國鉉二段

非正式比賽對局
- 2010年2月11日，慈善對局（為海地地震災民募捐） 執黑中盤負  李昌鎬九段
- 2010年5月26日，2010上海世博會SK杯中韓巔峰棋手邀請賽  執黑中盤勝 常昊九段（慶祝世博會韓國館日，由韓國SK公司贊助，勝者獎金1500萬韓元，負者1000萬韓元。）

總結
李世乭復出半年以來（截至2010年7月5日），總成績為正式比賽32勝4負，非正式比賽1勝1負，正式比賽的成績為：
國際比賽：
- BC信用卡杯：獲得冠軍
- 富士通杯：獲得亞軍
- 春蘭杯：獲得冠軍
- LG杯：第1輪遭淘汰，止步32強

韓國國內比賽：
- KBS杯棋王戰：已進入第2輪
- 韓國聯賽：4勝
- 名人戰：從預選賽打起，已進入由12人組成的循環圈，循環圈分為兩組，每組6人，目前在循環圈內的成績為2勝1負
- 物價信息杯：從預選賽打起，已進入本賽第2輪（本賽第1輪為雙敗淘汰制，以2勝1負通過）

## AlphaGo 人机大战
2016年3月9日至15日，Google的子公司Google DeepMind所開發電腦圍棋程式AlphaGo與李世乭在韩国首尔四季酒店進行五番棋对战。共舉行五局比賽，每場用时为每方2小时，两小时后每60秒落一子，有3次1分钟延长读秒机会。比赛采用中国围棋规则，黑棋先行，黑贴3又3/4子（黑方需要比白方多七目半才能获胜）。如果一方先胜3局可获得奖金100万美元。比赛不提前结束，下满5局。以下满五盘为条件，李世乭可获得15万美元出场费，同时每胜一局获得2万美元胜局奖金。AlphaGo贏的獎金捐贈慈善之用。最後結果AlphaGo獲勝四局，李僅贏第四局，亦為至今唯一一位在正式对局中战胜过AlphaGo的人類棋手。

## 2016年独岛对弈事件
2016年6月30日正午，首届“独岛分享杯”特别混双比赛在日韩之间有主权争议的独岛（日本称之为竹岛）进行，结果李世乭、张慧莲一组执白第202手中盘战胜了李瑟娥、金章勳一组。赛前，李世乭称比赛最大的意义在于“作为韩国人前往独岛”。
2016年9月2日，第28届亚洲杯电视围棋快棋赛首轮第一局在日本东京打响。日本NHK电视台为保护李世乭免受激进分子攻击，以及保障本次亚洲杯顺利进行而低调行事，对赛场位置进行保密。

## 退役對弈
2019年11月19日，李世乭宣佈退役後，決定與人工智能程序韓豆進行退役對弈。退役赛前李世乭用自家配置两张NVIDIA的GeForce GTX 1080 Ti显卡的电脑與人工智能程序Leela Zero和Kata Go练习了10天。2019年12月18日，首局李世乭在被让两子的情况下獲勝。次日，韓豆在不讓子情況下擊敗李世乭。12月21日，在韓豆让两子情況下，李世乭再次告負，總比分以1胜2负落败。至此李世乭24年零7个月的职业棋手生涯正式結束。

## 個人生活
李世乭於2006年3月12日與金賢珍結婚，女兒李慧琳於同年出生。其兄李相勳也是圍棋棋士，擁有九段資格，姐姐李世娜則是韓國棋院《圍棋》雜誌的主編。

## 著作
《李世石自戰解說》、自傳《逆戰》

## 備註
1. ↑  是韩国国字，本義「石，石頭」，發音「dol」，其同音字有「咄」「突」等。華文媒体多將該字寫作“石”（李世石），而電腦用漢字粵語拼音表也按「石」的發音拼為「sek6」[1]，這相當於訓讀。